# Sille (Belgique)
Pour les articles homonymes, voir Sille.
La Sille (Zulle en néerlandais) est un ruisseau de Belgique coulant en province de Hainaut, affluent de rive droite de la Dendre, donc sous-affluent de l'Escaut.

## Géographie
Elle prend sa source dans le bois de Ligne, non loin du lieu-dit « noir jambon ».
Elle coule ensuite vers Bassilly et Hellebecq, elle traverse la Nationale 57 à Ghislenghien pour se diriger vers Isières qu'elle traverse non loin de la place pour se jeter peu après dans la Dendre au lieu-dit « à la Tourette ».